# Gove City
Gove City és una població dels Estats Units a l'estat de Kansas. Segons el cens del 2000 tenia 105 habitants.

## Demografia
Segons el cens del 2000, Gove City tenia 105 habitants, 45 habitatges, i 27 famílies. La densitat de població era de 106,7 habitants/km².
Dels 45 habitatges en un 28,9% hi vivien nens de menys de 18 anys, en un 51,1% hi vivien parelles casades, en un 8,9% dones solteres, i en un 40% no eren unitats familiars. En el 35,6% dels habitatges hi vivien persones soles el 22,2% de les quals corresponia a persones de 65 anys o més que vivien soles. El nombre mitjà de persones vivint en cada habitatge era de 2,33 i el nombre mitjà de persones que vivien en cada família era de 3,15.
Per edats la població es repartia de la següent manera: un 30,5% tenia menys de 18 anys, un 4,8% entre 18 i 24, un 23,8% entre 25 i 44, un 18,1% de 45 a 60 i un 22,9% 65 anys o més.
L'edat mediana era de 40 anys. Per cada 100 dones de 18 o més anys hi havia 69,8 homes.
La renda mediana per habitatge era de 23.438 $ i la renda mediana per família de 42.813 $. Els homes tenien una renda mediana de 22.500 $ mentre que les dones 20.625 $. La renda per capita de la població era d'11.870 $. Entorn del 20% de les famílies i el 34,5% de la població estaven per davall del llindar de pobresa.

## Poblacions més properes
El següent diagrama mostra les poblacions més properes.